# Burni Pepedang
Burni Pepedang är ett berg i Indonesien.   Det ligger i provinsen Aceh, i den västra delen av landet, 1 600 km nordväst om huvudstaden Jakarta. Toppen på Burni Pepedang är 1 573 meter över havet.
Terrängen runt Burni Pepedang är bergig norrut, men söderut är den kuperad. Runt Burni Pepedang är det mycket glesbefolkat, med 2 invånare per kvadratkilometer. I omgivningarna runt Burni Pepedang växer i huvudsak städsegrön lövskog.